# Ernesto Arakaki
Ernesto Seiko Arakaki Arakaki (Lima, 13 de junio de 1979) es un exfutbolista peruano de ascendencia japonesa. Jugaba de defensa central y defendió por nueve años la camiseta del Club Alianza Lima. Se retiró del fútbol a inicios del 2010 a causa de una lesión en la rodilla. Actualmente tiene 45 años.

## Trayectoria como jugador de fútbol

### AELU y Deportivo Municipal
Surgió de las canteras del AELU, club con el que debutó en la segunda división en 1997. Al siguiente año fue contratado por Deportivo Municipal, permaneciendo en el conjunto edil durante dos temporadas.

### Club Alianza Lima
En el 2000 fichó por el Alianza Lima con la tarea de reemplazar a Sandro Baylón quien ya tenía un acuerdo con el Werder Bremen, aunque posteriormente tras el fallecimiento de este aumentaría la responsabilidad de su llegada.
Con el cuadro blanquiazul ganó los Títulos Nacionales del 2001, los del bicampeonato del 2003 y 2004, y del 2006, estos últimos dos siendo capitán del equipo con solo 25 y 27 años respectivamente y anotando el primer gol en la final por el título del 2006 contra el Cienciano.
Con el equipo blanquiazul ha logrado participar en Copa Libertadores, Copa Merconorte y Copa Sudamericana, y ser convocado a la Selección Peruana de Fútbol
Finalmente, después 8 años en el club, siendo capitán y con 4 campeonatos nacionales ganados decide abandonar el club debido a que ya no se sentía a gusto por las lesiones que tenía además de percibir que ya había cumplido un ciclo en el equipo.

### Club Cienciano del Cusco
En el año 2009, después de jugar 8 años por Alianza Lima, ficha por el Cienciano en el que disputa una temporada buena a pesar de las constantes molestias en la rodilla. 
Finalmente, a inicios del 2010 a la edad de 30 años, después de pasar una prueba en el FK Inter Bakú de Azerbaiyán, dolorosamente decide retirarse del fútbol al no poder seguir jugando debido a su constante lesión en la rodilla.

## Selección Peruana de fútbol
Ha participado en la Selección de fútbol del Perú en las categorías Sub-17, Sub-20, Sub-23 y mayores.

## Clubes
| Club                | País | Año       |
| ------------------- | ---- | --------- |
| Deportivo AELU      | Perú | 1997      |
| Deportivo Municipal | Perú | 1998-1999 |
| Alianza Lima        | Perú | 2000-2008 |
| Cienciano           | Perú | 2009      |

## Palmarés

### Torneos Cortos
| Título          | Club         | País | Año  |
| --------------- | ------------ | ---- | ---- |
| Torneo Apertura | Alianza Lima | Perú | 2001 |
| Torneo Clausura | Alianza Lima | Perú | 2003 |
| Torneo Apertura | Alianza Lima | Perú | 2004 |
| Torneo Apertura | Alianza Lima | Perú | 2006 |

### Campeonatos nacionales
| Título                    | Club         | País | Año  |
| ------------------------- | ------------ | ---- | ---- |
| Primera División del Perú | Alianza Lima | Perú | 2001 |
| Primera División del Perú | Alianza Lima | Perú | 2003 |
| Primera División del Perú | Alianza Lima | Perú | 2004 |
| Primera División del Perú | Alianza Lima | Perú | 2006 |